# كارول آن دفي
كارول آن دفي (بالإنجليزية: Carol Ann Duffy) (و. 1955  م) هي شاعرة، وكاتِبة، وبروفيسورة، ومؤلفة، وكاتبة مسرحية بريطانية، ولدت في غلاسكو، وهي عضوةٌ في الجمعية الملكية للأدب.

## مناصب
تولت منصب شاعر بلاط المملكة المتحدة (1 مايو 2009–).

## التعليم
تعلمت في جامعة ليفربول (حتى 1977).

## جوائز
حصلت على جوائز منها:
- زمالة الجمعية الملكية لإدنبرة (2015)[35]
- جائزة بينتر [الإنجليزية]‏ (2012)
- E. M. Forster Award [الإنجليزية]‏ (2000)[36]
- جائزة تشلمندلي [الإنجليزية]‏ (1992)[37]
- جائزة أريك غريغوري [الإنجليزية]‏ (1984)[38]
- نيشان الإمبراطورية البريطانية من رتبة قائدة
- شاعر البلاط[39]
- الدكتوراه الفخرية من الأكاديمية البريطانية
- زمالة الجمعية الملكية للأدب.

## روابط خارجية
- كارول آن دفي على موقع IMDb (الإنجليزية)
- كارول آن دفي على موقع الموسوعة البريطانية (الإنجليزية)
- كارول آن دفي على موقع ميوزك برينز (الإنجليزية)
- كارول آن دفي على موقع إن إن دي بي (الإنجليزية)
- كارول آن دفي على موقع ديسكوغز (الإنجليزية)
- كارول آن دفي على موقع قاعدة بيانات الفيلم (الإنجليزية)